# عبد الغني بوستة

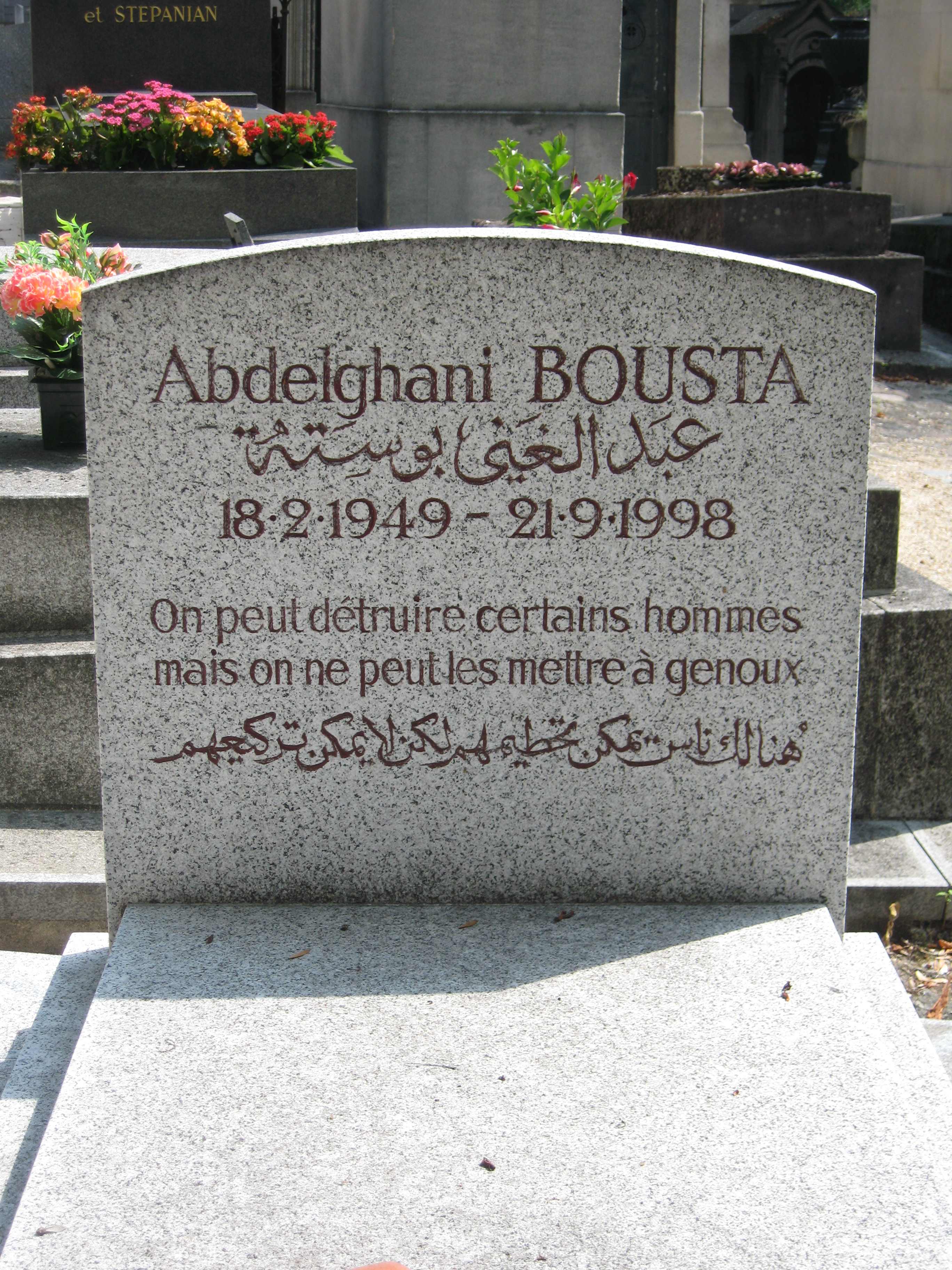
شاهد قبر عبد الغني بوستة في مقبرة بير لاشيز بباريس

عبد الغني بوستة السرايري (مراكش، المملكة المغربية، 18 فبراير 1949 ـ باريس، فرنسا، 21 سبتمبر 1998) كان سياسيا مغربيا معارضا، من مؤسسي حركة الاختيار الثوري. عاش في المنفى بفرنسا لما يربو على عشرين عامًا لمناهضته السلطة الملكية المطلقة للملك الحسن الثاني، ومناداته بفصل السلطات. دُفن في مقبرة بير لاشيز بباريس.

## حياته
ولد بوستة في مراكش في 18 فبراير 1949، وحصل على البكالوريا العلمية سنة 1965، ثم التحق بالمدرسة المحمدية للمهندسين بالرباط، وشارك أثناء دراسته بها في العديد من الأنشطة السياسية الطلابية التي شهدتها الجامعة المغربية، وانضم إلى الاتحاد الوطني للقوات الشعبية.
في العشرين من عمره، تخرج مهندسًا في الإلكترونيات، ثم أوفد إلى مدينة غرينوبل الفرنسية لمتابعة دراسته والحصول على دبلوم الدراسات المعمقة وشهادة تخصص في الأوتوماتيك بمعهد البوليتكنيك في غرينوبل.
في مطلع السبعينيات، انضم بوستة إلى التيار الشعبوي الذي كان يقوده محمد البصري (المعروف بالفقيه)، وظل مقربًا منه حتى افترقت بهما السبل في مطلع الثمانينيات. وبعد أن تخرج مهندسًا في الأوتوماتك الصناعي، عاد إلى المغرب في يوليو 1972، فعُين ـ وهو في الثالثة والعشرين من عمره ـ مديرًا للسدود في الجنوب المغربي، غير أن أحداث مارس 1973، التي كان الفقيه البصري المسؤول الرئيسي عنها، دفعته إلى الانضمام للعمل السري ثم مغادرة البلاد والاستقرار في المنفى بباريس في سبتمبر 1974.